# Bobital
Bobital település Franciaországban, Côtes-d’Armor megyében. Lakosainak száma 1143 fő (2022. január 1.). Bobital Brusvily, Le Hinglé, Saint-Carné, Trélivan és Trévron községekkel határos.

## Népesség
A település népességének változása:
| Lakosok száma | 408  | 782  | 934  | 977  | 1069 | 1087 | 1100 | 1125 | 1137 | 1143 |
|               | 1968 | 1982 | 1990 | 2006 | 2013 | 2015 | 2017 | 2019 | 2020 | 2022 |